# 71e Golden Globe Awards
De 71e Golden Globe Awards, waarbij prijzen werden uitgereikt in verschillende categorieën voor de beste films en televisieprogramma's van 2013, vonden plaats op 12 januari 2014 in het Beverly Hilton Hotel in Beverly Hills. De ceremonie werd voor de tweede keer gepresenteerd door Tina Fey en Amy Poehler. De nominaties werden bekendgemaakt op 12 december 2013 door Aziz Ansari, Zoë Saldana en Olivia Wilde.

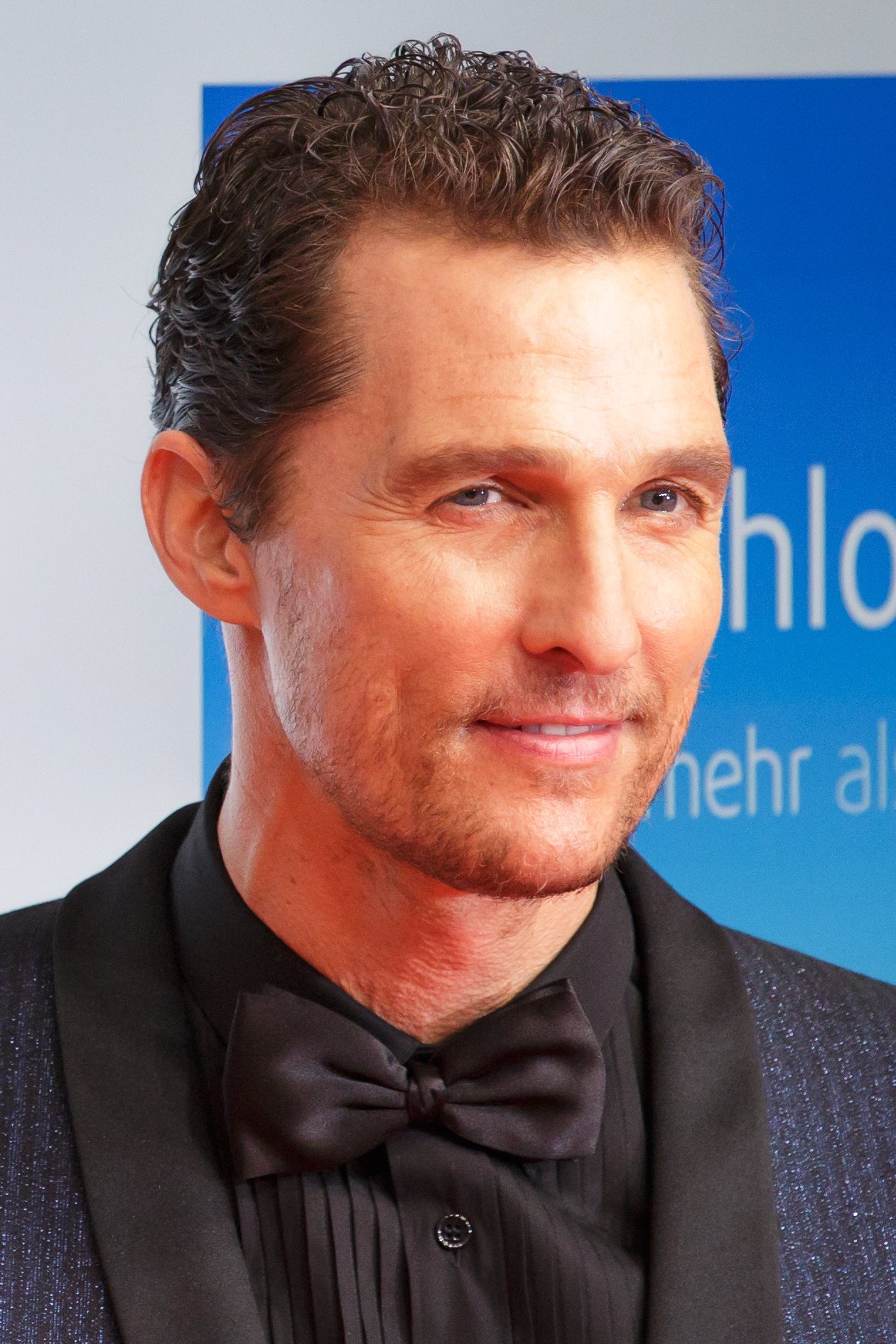
Matthew McConaughey, beste acteur in een dramafilm

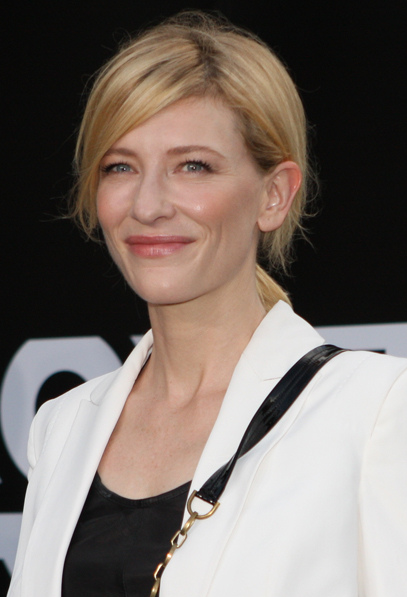
Cate Blanchett, beste actrice in een dramafilm

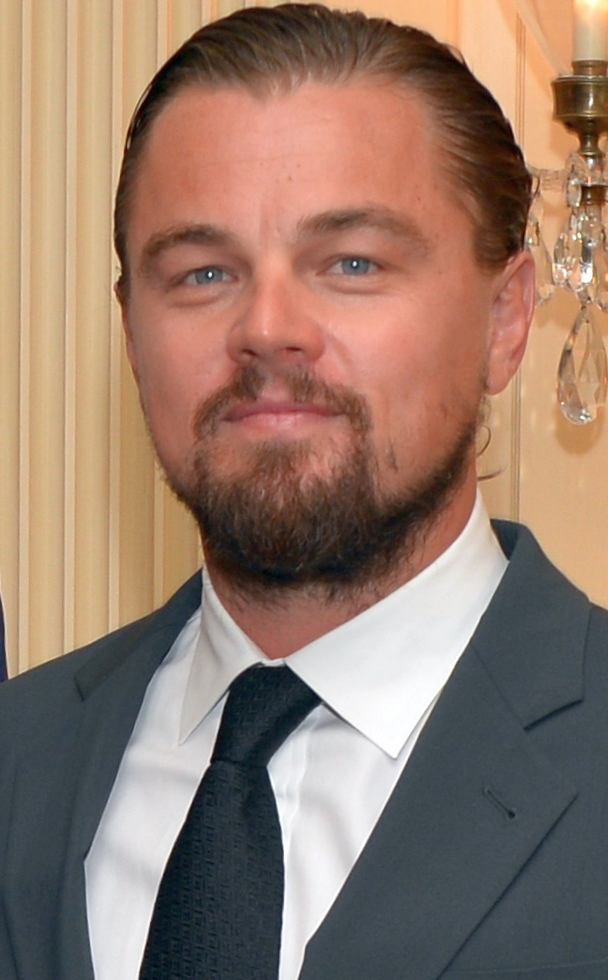
Leonardo DiCaprio, beste acteur in een komische of muzikale film

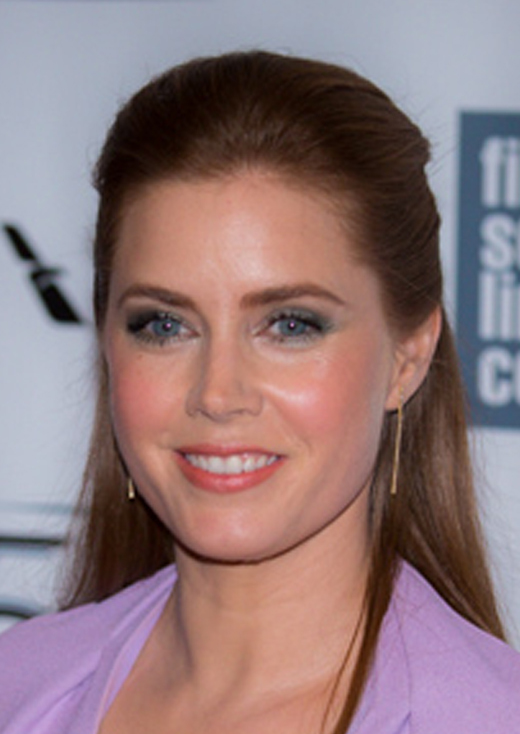
Amy Adams, beste actrice in een komische of muzikale film

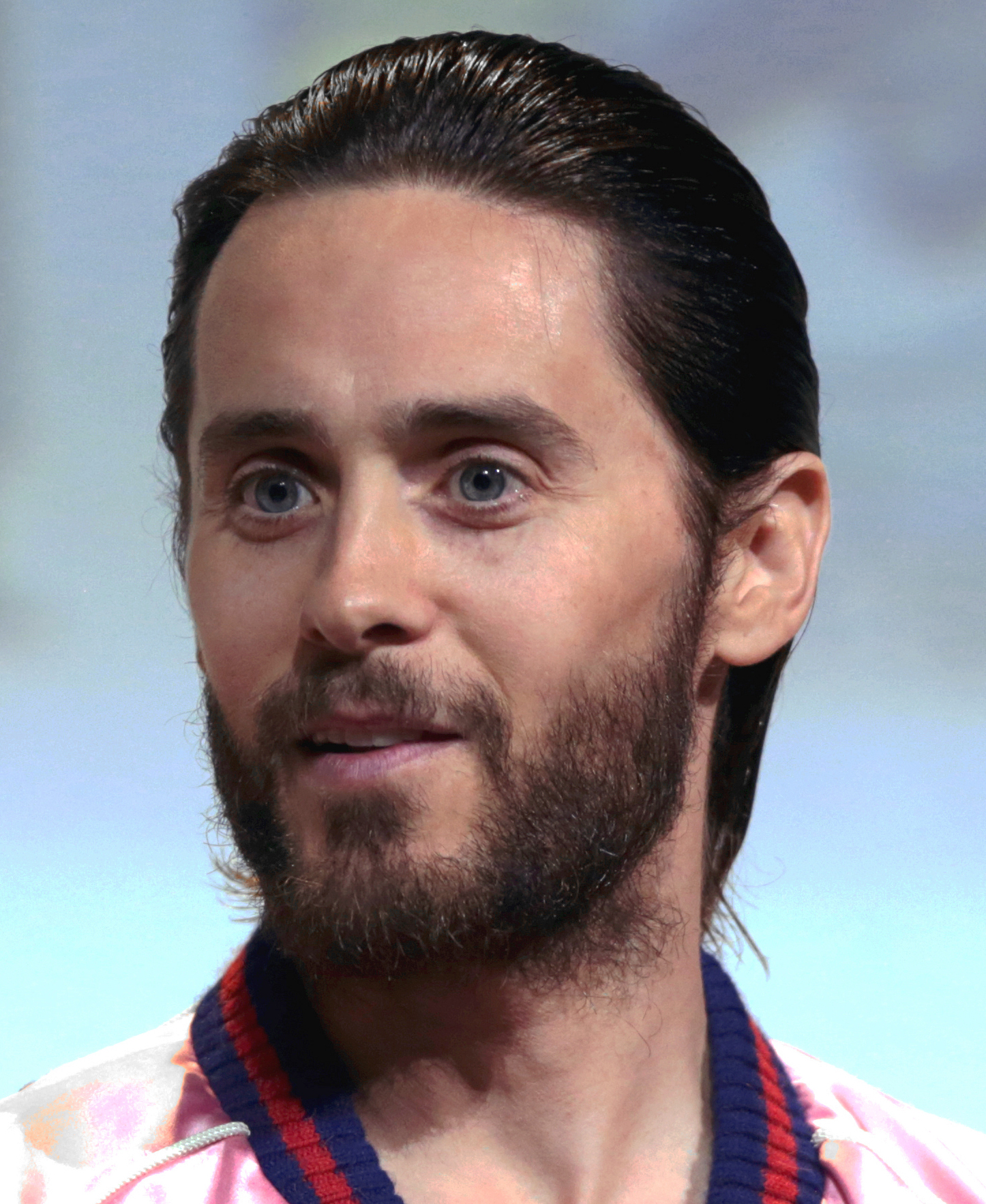
Jared Leto, beste mannelijke bijrol in een film

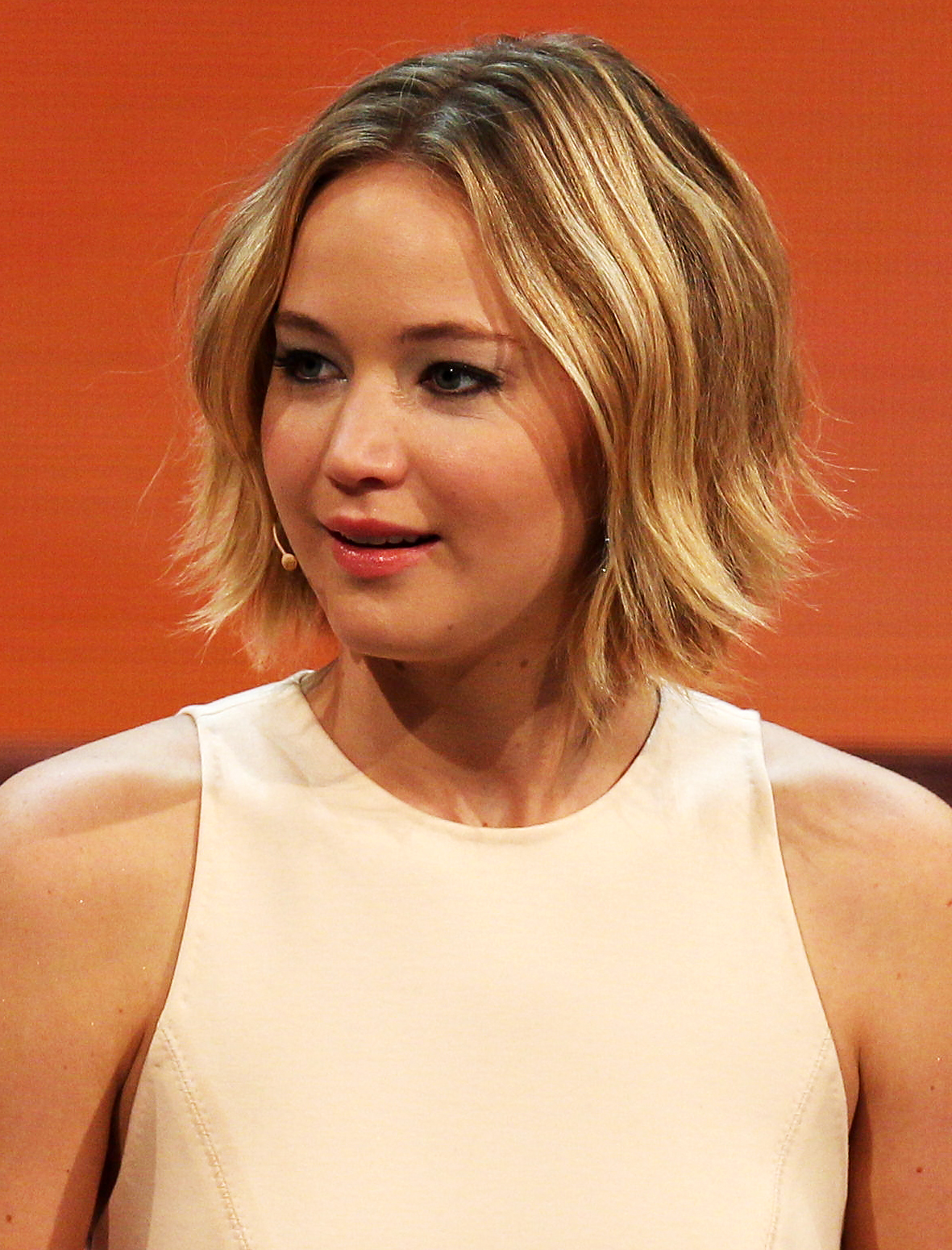
Jennifer Lawrence, beste vrouwelijke bijrol in een film

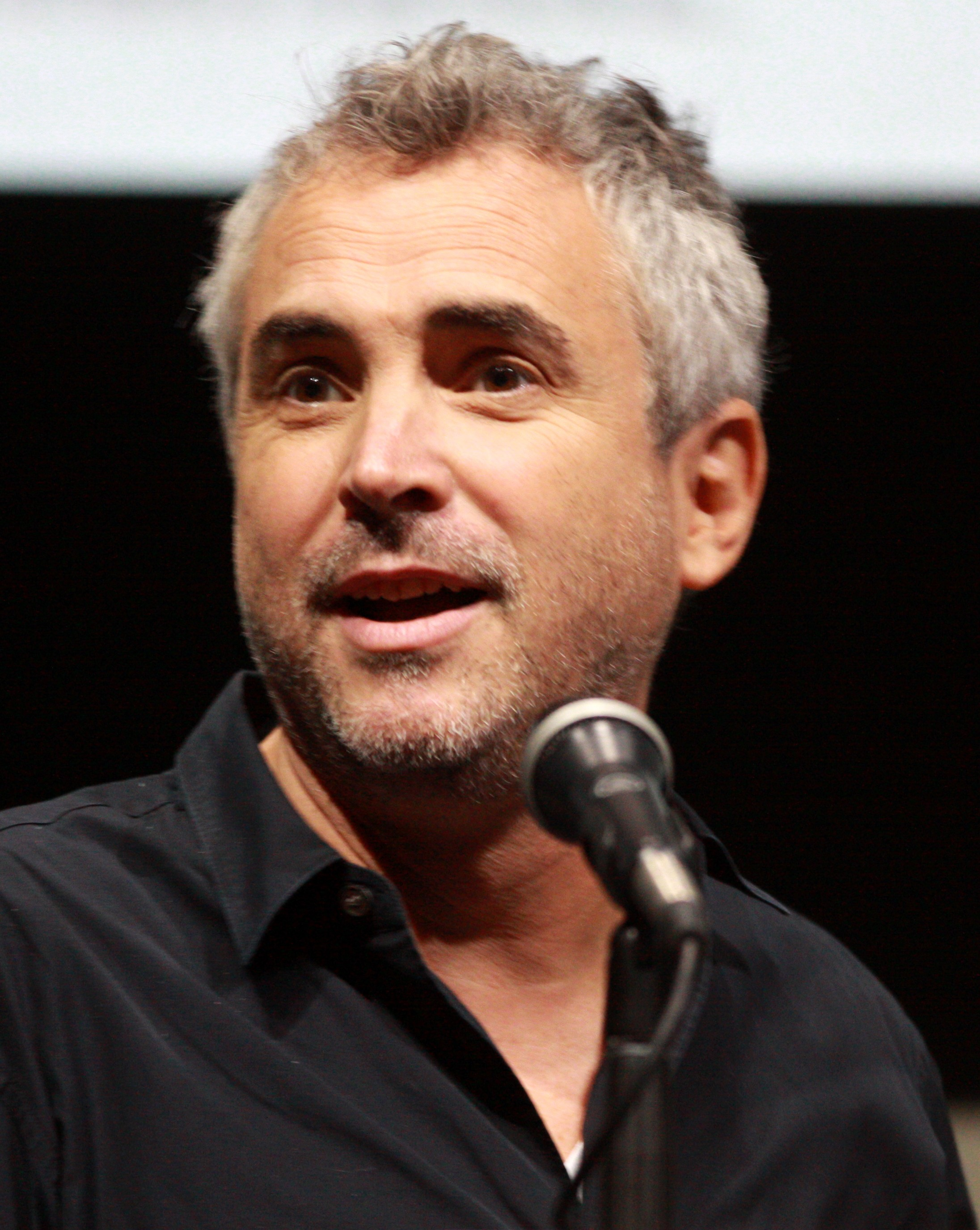
Alfonso Cuarón, beste regisseur

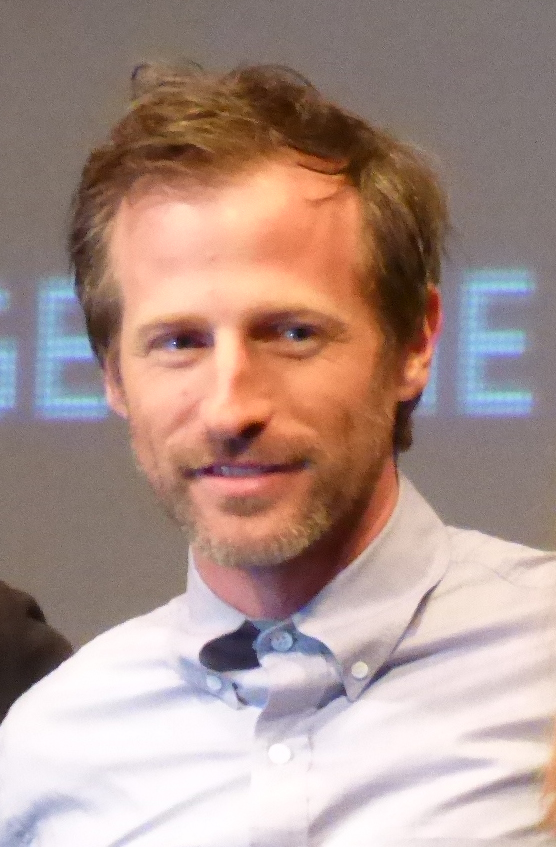
Spike Jonze, beste script

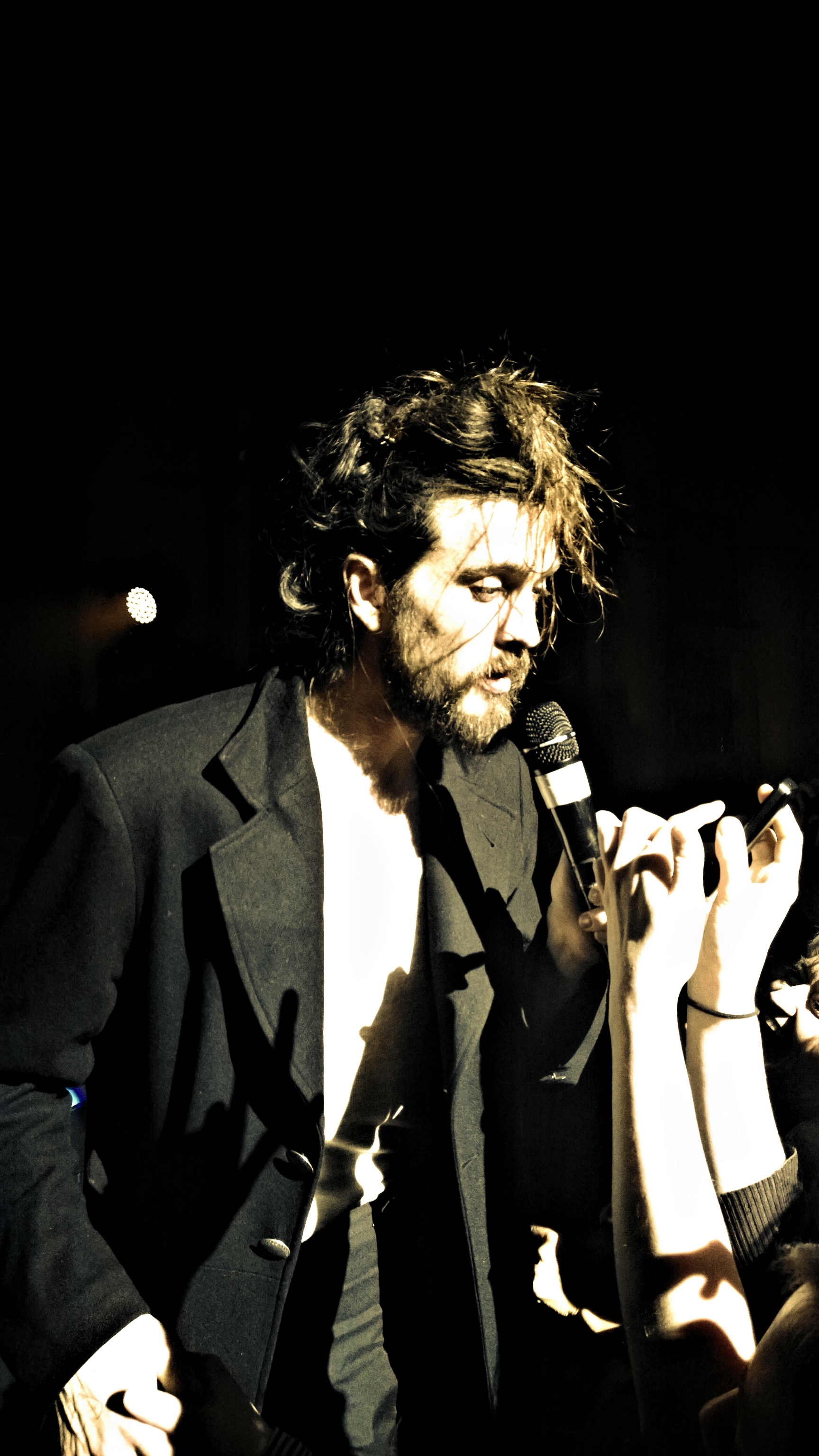
Alex Ebert, beste originele muziek

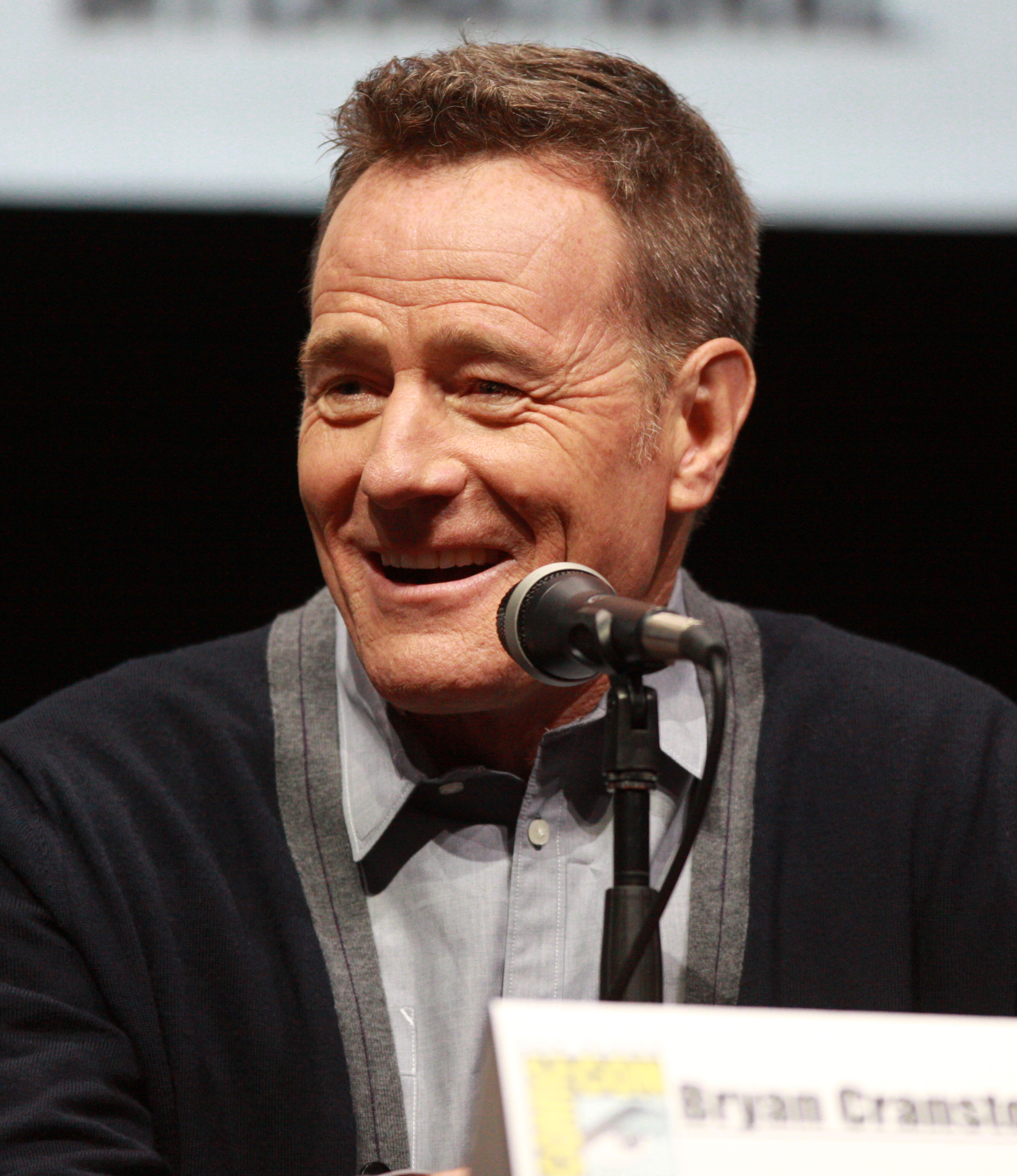
Bryan Cranston, beste acteur in een dramaserie

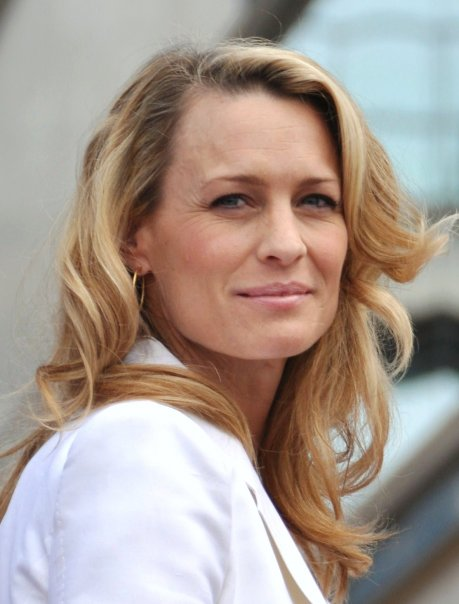
Robin Wright, beste actrice in een dramaserie

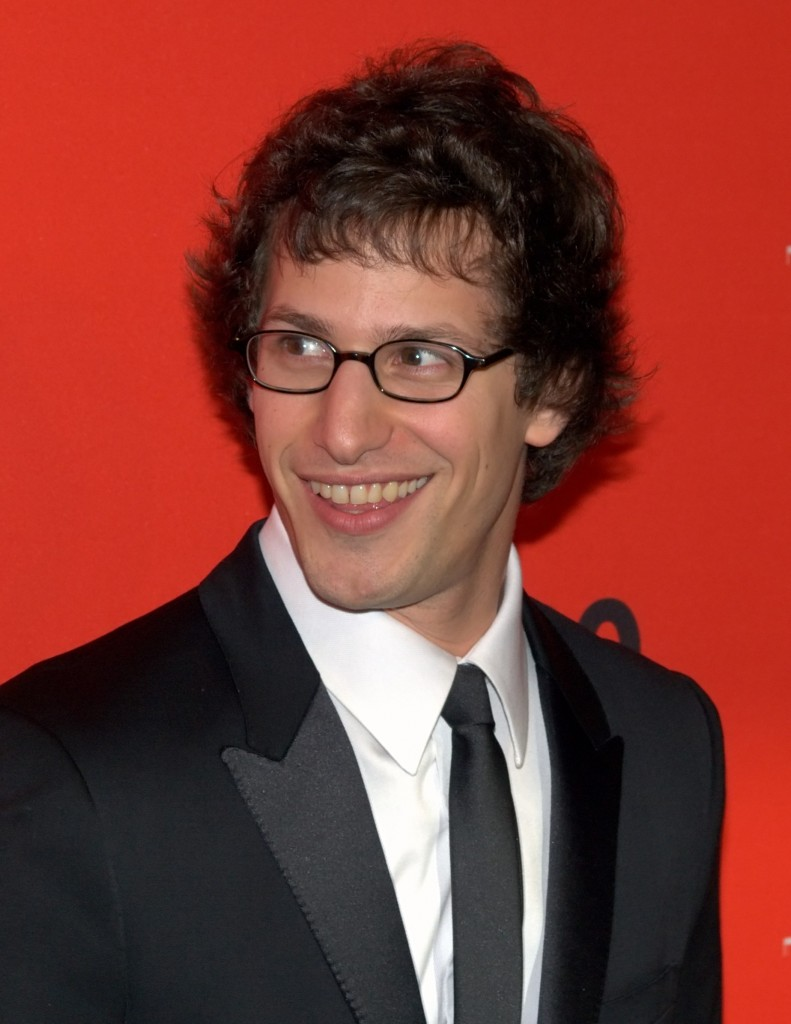
Andy Samberg, beste acteur in een komische of muzikale serie

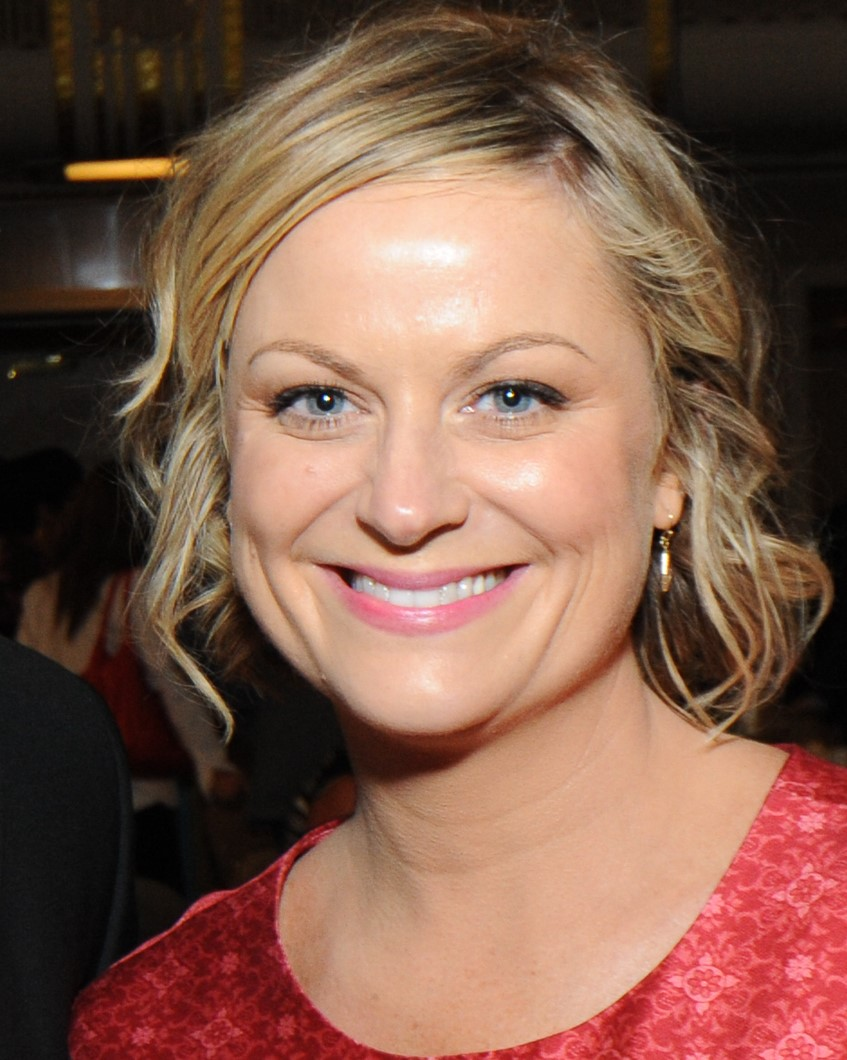
Amy Poehler, beste actrice in een komische of muzikale serie

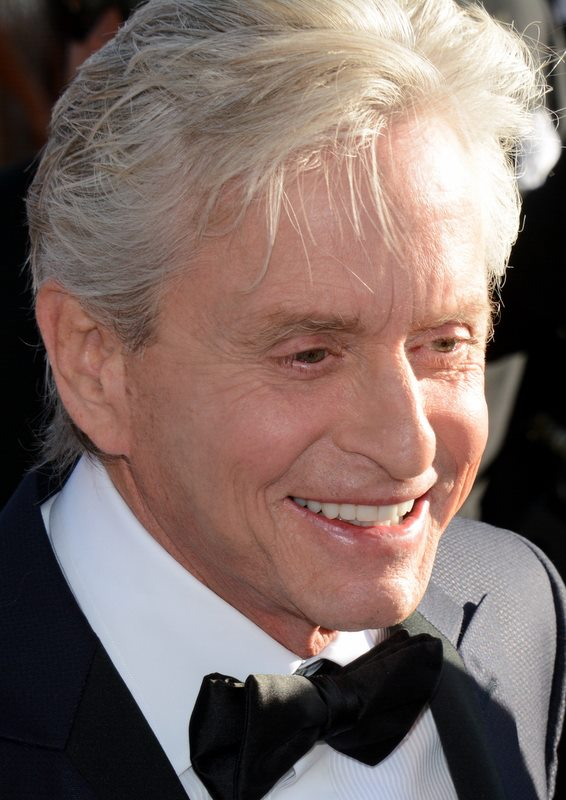
Michael Douglas, beste acteur in een miniserie of televisiefilm

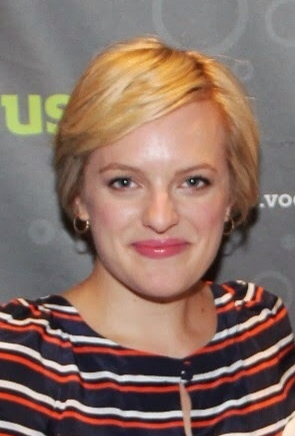
Elisabeth Moss, beste actrice in een miniserie of televisiefilm

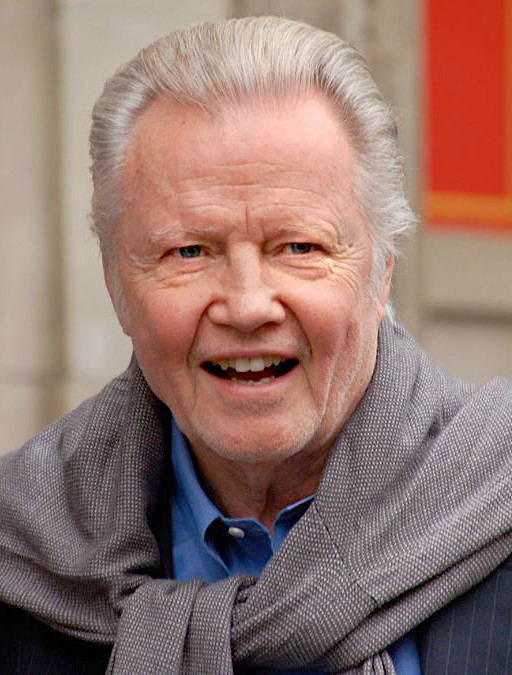
Jon Voight, beste mannelijke bijrol in een televisieserie, miniserie of televisiefilm

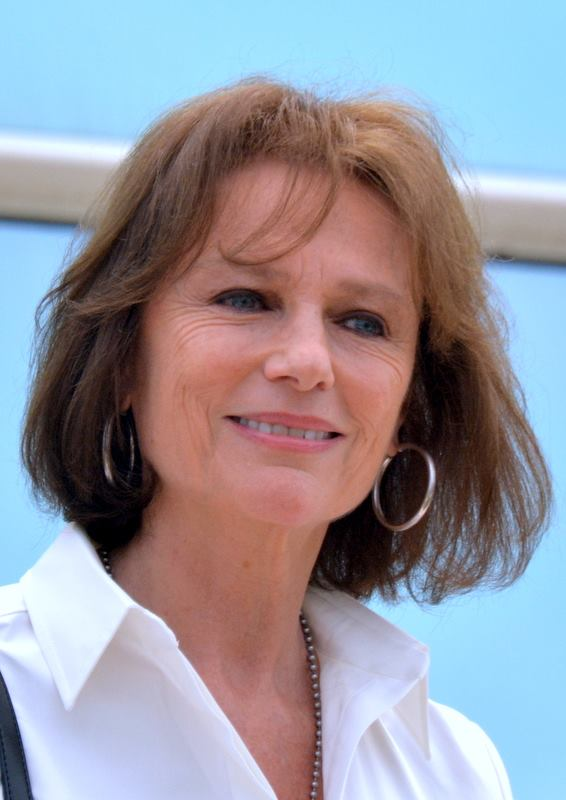
Jacqueline Bisset, beste vrouwelijke bijrol in een televisieserie, miniserie of televisiefilm

## Film - winnaars en genomineerden
De winnaars staan bovenaan in vet lettertype.

### Beste dramafilm
- 12 Years a Slave
  - Captain Phillips
  - Gravity
  - Philomena
  - Rush

### Beste komische of muzikale film
- American Hustle
  - Her
  - Inside Llewyn Davis
  - Nebraska
  - The Wolf of Wall Street

### Beste regisseur
- Alfonso Cuarón - Gravity
  - Paul Greengrass - Captain Phillips
  - Steve McQueen - 12 Years a Slave
  - Alexander Payne - Nebraska
  - David O. Russell - American Hustle

### Beste acteur in een dramafilm
- Matthew McConaughey - Dallas Buyers Club
  - Chiwetel Ejiofor - 12 Years a Slave
  - Idris Elba - Mandela: Long Walk to Freedom
  - Tom Hanks - Captain Phillips
  - Robert Redford - All Is Lost

### Beste actrice in een dramafilm
- Cate Blanchett - Blue Jasmine
  - Sandra Bullock - Gravity
  - Judi Dench - Philomena
  - Emma Thompson - Saving Mr. Banks
  - Kate Winslet - Labor Day

### Beste acteur in een komische of muzikale film
- Leonardo DiCaprio - The Wolf of Wall Street
  - Christian Bale - American Hustle
  - Bruce Dern - Nebraska
  - Oscar Isaac - Inside Llewyn Davis
  - Joaquin Phoenix - Her

### Beste actrice in een komische of muzikale film
- Amy Adams - American Hustle
  - Julie Delpy - Before Midnight
  - Greta Gerwig - Frances Ha
  - Julia Louis-Dreyfus - Enough Said
  - Meryl Streep - August: Osage County

### Beste mannelijke bijrol in een film
- Jared Leto - Dallas Buyers Club
  - Barkhad Abdi - Captain Phillips
  - Daniel Brühl - Rush
  - Bradley Cooper - American Hustle
  - Michael Fassbender - 12 Years a Slave

### Beste vrouwelijke bijrol in een film
- Jennifer Lawrence - American Hustle
  - Sally Hawkins - Blue Jasmine
  - Lupita Nyong'o - 12 Years a Slave
  - Julia Roberts - August: Osage County
  - June Squibb - Nebraska

### Beste script
- Spike Jonze - Her
  - Steve Coogan en Jeff Pope - Philomena
  - Bob Nelson - Nebraska
  - John Ridley - 12 Years a Slave
  - Eric Warren Singer en David O. Russell - American Hustle

### Beste originele muziek
- Alex Ebert - All Is Lost
  - Alex Heffes - Mandela: Long Walk to Freedom
  - Steven Price - Gravity
  - John Williams - The Book Thief
  - Hans Zimmer - 12 Years a Slave

### Beste originele nummer
- "Ordinary Love" uit Mandela: Long Walk to Freedom - Bono, The Edge, Adam Clayton, Larry Mullen jr. en Brian Burton
  - "Atlas" uit The Hunger Games: Catching Fire - Chris Martin, Guy Berryman, Jon Buckland en Will Champion
  - "Let It Go" uit Frozen - Kristen Anderson-Lopez en Robert Lopez
  - "Please Mr. Kennedy" uit Inside Llewyn Davis - Ed Rush, George Cromarty, T Bone Burnett, Justin Timberlake, Joel Coen en Ethan Coen
  - "Sweeter Than Fiction" uit One Chance - Taylor Swift en Jack Antonoff

### Beste niet-Engelstalige film
- The Great Beauty - Paolo Sorrentino, Italië
  - Blue Is the Warmest Color - Abdellatif Kechiche, Frankrijk
  - The Hunt - Thomas Vinterberg, Denemarken
  - The Past - Asghar Farhadi, Iran
  - The Wind Rises - Hayao Miyazaki, Japan

### Beste animatiefilm
- Frozen
  - The Croods
  - Despicable Me 2

### Cecil B. DeMille Award
- Woody Allen

### Films met meerdere nominaties
De volgende films ontvingen meerdere nominaties:
| Nominaties | Film                          | Awards |
| ---------- | ----------------------------- | ------ |
| 7          | 12 Years a Slave              | 1      |
| 7          | American Hustle               | 3      |
| 5          | Nebraska                      |        |
| 4          | Captain Phillips              |        |
| 4          | Gravity                       | 1      |
| 3          | Her                           | 1      |
| 3          | Inside Llewyn Davis           |        |
| 3          | Mandela: Long Walk to Freedom | 1      |
| 3          | Philomena                     |        |
| 2          | All Is Lost                   | 1      |
| 2          | August: Osage County          |        |
| 2          | Blue Jasmine                  | 1      |
| 2          | Dallas Buyers Club            | 2      |
| 2          | Frozen                        | 1      |
| 2          | Rush                          |        |
| 2          | The Wolf of Wall Street       | 1      |

## Televisie - winnaars en genomineerden
De winnaars staan bovenaan in vet lettertype.

### Beste dramaserie
- Breaking Bad
  - Downton Abbey
  - The Good Wife
  - House of Cards
  - Masters of Sex

### Beste komische of muzikale serie
- Brooklyn Nine-Nine
  - The Big Bang Theory
  - Girls
  - Modern Family
  - Parks and Recreation

### Beste miniserie of televisiefilm
- Behind the Candelabra
  - American Horror Story: Coven
  - Dancing on the Edge
  - Top of the Lake
  - The White Queen

### Beste acteur in een dramaserie
- Bryan Cranston - Breaking Bad
  - Liev Schreiber - Ray Donovan
  - Michael Sheen - Masters of Sex
  - Kevin Spacey - House of Cards
  - James Spader - The Blacklist

### Beste actrice in een dramaserie
- Robin Wright - House of Cards
  - Julianna Margulies - The Good Wife
  - Tatiana Maslany - Orphan Black
  - Taylor Schilling - Orange Is the New Black
  - Kerry Washington - Scandal

### Beste acteur in een komische of muzikale serie
- Andy Samberg - Brooklyn Nine-Nine
  - Jason Bateman - Arrested Development
  - Don Cheadle - House of Lies
  - Michael J. Fox - The Michael J. Fox Show
  - Jim Parsons - The Big Bang Theory

### Beste actrice in een komische of muzikale serie
- Amy Poehler - Parks and Recreation
  - Zooey Deschanel - New Girl
  - Lena Dunham - Girls
  - Edie Falco - Nurse Jackie
  - Julia Louis-Dreyfus - Veep

### Beste acteur in een miniserie of televisiefilm
- Michael Douglas - Behind the Candelabra
  - Matt Damon - Behind the Candelabra
  - Chiwetel Ejiofor - Dancing on the Edge
  - Idris Elba - Luther
  - Al Pacino - Phil Spector

### Beste actrice in een miniserie of televisiefilm
- Elisabeth Moss - Top of the Lake
  - Helena Bonham Carter - Burton & Taylor
  - Rebecca Ferguson - The White Queen
  - Jessica Lange - American Horror Story: Coven
  - Helen Mirren - Phil Spector

### Beste mannelijke bijrol in een televisieserie, miniserie of televisiefilm
- Jon Voight - Ray Donovan
  - Josh Charles - The Good Wife
  - Rob Lowe - Behind the Candelabra
  - Aaron Paul - Breaking Bad
  - Corey Stoll - House of Cards

### Beste vrouwelijke bijrol in een televisieserie, miniserie of televisiefilm
- Jacqueline Bisset - Dancing on the Edge
  - Janet McTeer - The White Queen
  - Hayden Panettiere - Nashville
  - Monica Potter - Parenthood
  - Sofía Vergara - Modern Family

### Series met meerdere nominaties
De volgende series ontvingen meerdere nominaties:
| Nominaties | Serie                        | Awards |
| ---------- | ---------------------------- | ------ |
| 4          | Behind the Candelabra        | 2      |
| 4          | House of Cards               | 1      |
| 3          | Breaking Bad                 | 2      |
| 3          | Dancing on the Edge          | 1      |
| 3          | The Good Wife                |        |
| 3          | The White Queen              |        |
| 2          | American Horror Story: Coven |        |
| 2          | The Big Bang Theory          |        |
| 2          | Brooklyn Nine-Nine           | 2      |
| 2          | Girls                        |        |
| 2          | Masters of Sex               |        |
| 2          | Modern Family                |        |
| 2          | Parks and Recreation         | 1      |
| 2          | Phil Spector                 |        |
| 2          | Ray Donovan                  | 1      |
| 2          | Top of the Lake              | 1      |